# Euploea frischii
Euploea frischii är en fjärilsart som beskrevs av Moore 1883. Euploea frischii ingår i släktet Euploea och familjen praktfjärilar. Inga underarter finns listade i Catalogue of Life.